# Colchicum gracile
Colchicum gracile là một loài thực vật có hoa trong họ Colchicaceae. Loài này được K.Perss. mô tả khoa học đầu tiên năm 2009.